# Hejdeby hällar
Hejdeby hällar är ett Natura 2000-område i Hejdeby socken, Gotlands kommun.
Hejdeby hällar är en del av en hällmarksområde som löper i nord-sydlig riktning över Gotland. Området har länge varit intressant för kalkbrytning, och kalkbrytning pågår än idag strax utanför Natura 2000-området.
I Nordöstra delen av hällområdet förekommer kantig fetknopp, svartoxbär, bergskrabba, fältvädd, långbladig spåtistel, sandmaskrosor, liten sandlilja och grusslok. Längre söderhut hittar man kalknarv, gotlandssolvända, murruta, alvarglim, alvararv, hartsros och hällklofibbla. Även den ovanliga hylsnejlikan har setts här. Lavfloran är rik med bland annat masklav. Bland mossorna märks särskilt den sällsynta arten trubbklockmossa. Längre åt sydväst finns ett sandigare område med växter som stor kustruta, stor och kantig fetknopp, äkta johannesört, axveronika, spåtistel och liten sandlilja. Längs skogskanten förekommer fältsippa, stor fetknopp, grå småfingerört, backvicker, praktbrunört, fältvädd, bergven och ängshavre.